# Orvault
Orvault is een gemeente in het Franse departement Loire-Atlantique (regio Pays de la Loire). De gemeente telde 28.341 inwoners op 1 januari 2022. De plaats maakt deel uit van het arrondissement Nantes en van het gemeentelijk samenwerkingsverband Nantes Métropole.
In de gemeente liggen de kastelen van La Gobinière en van La Tour. De kerk Saint-Léger werd gebouwd tussen 1898 en 1901.

## Geschiedenis
In 1850 telde het dorpscentrum van Orvault maar 32 huizen en 150 inwoners. In de jaren 1920 kwamen de eerste nieuwe woonwijken maar de groei van de gemeente begon pas echt in de jaren 1960. De bevolking van Nantes groeide snel en het naburige Orvault verstedelijkte in hoog tempo.

## Geografie
De oppervlakte van Orvault bedroeg op 1 januari 2022 27,67 vierkante kilometer; de bevolkingsdichtheid was toen 1.024,3 inwoners per km².
De Cens stroomt door de gemeente.
De onderstaande kaart toont de ligging van Orvault met de belangrijkste infrastructuur en aangrenzende gemeenten.

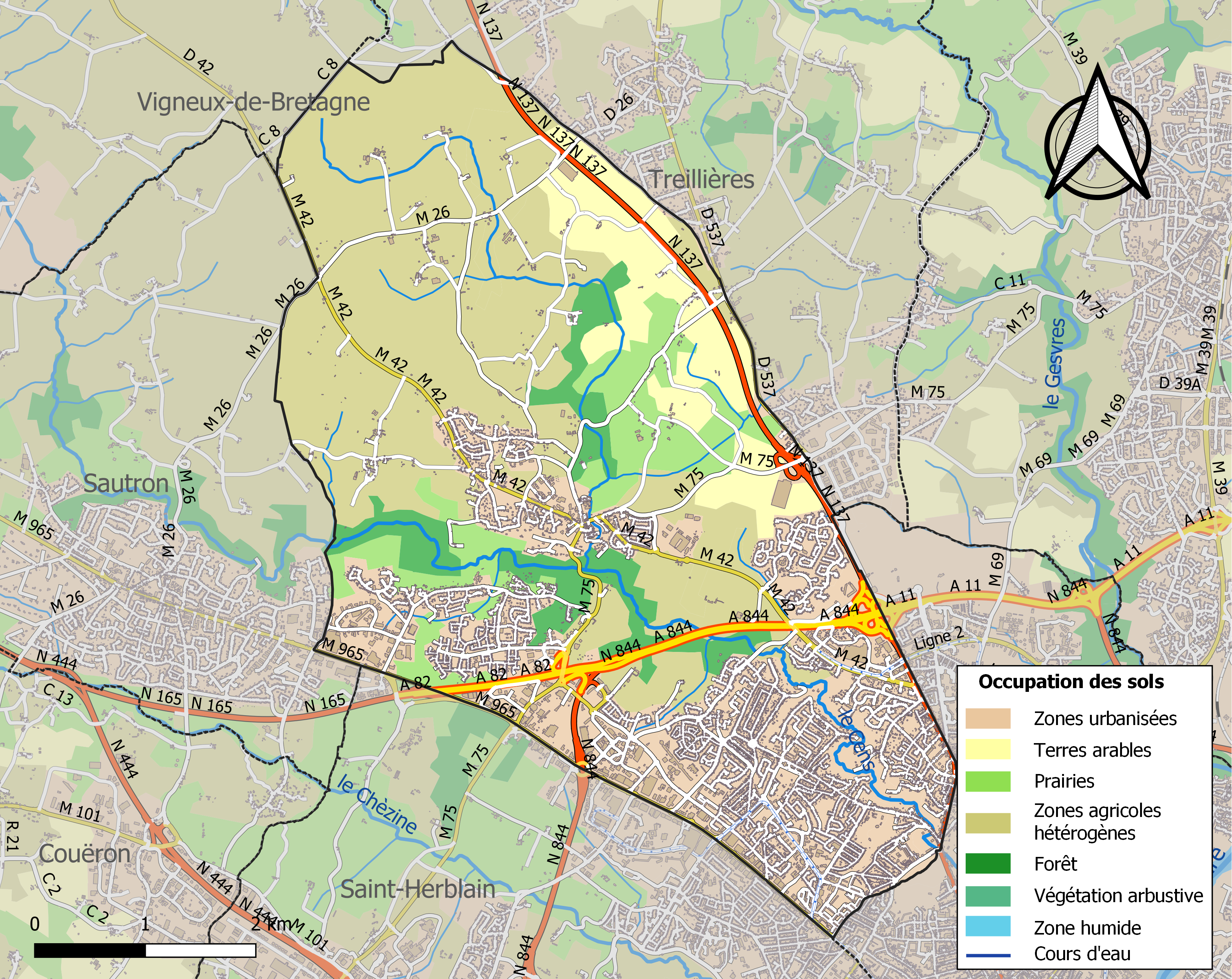

## Demografie
Onderstaande figuur toont het verloop van het inwonertal (bron: INSEE-tellingen).

## Verkeer en vervoer
Lijnen 2 en 3 van de tram van Nantes hebben haltes in Orvault.
De autosnelweg A82 / A844 loopt door de gemeente.